# Soledad (telenovela mexicana)
Soledad es una telenovela mexicana producida por Valentín Pimstein para Televisa en 1980. Protagonizada por Libertad Lamarque y Rafael Baledón, con las actuaciones antagónicas de Christian Bach y Salvador Pineda.

## Argumento
Soledad González es argentina pero trabaja como ama de llaves de Don Anselmo Sánchez Fuentes, quien es padre de cinco hijos: Jesús que es inválido, Ramiro, Chelo, Andrés y Luisita. Don Anselmo al saber que va a morir, se casa con Soledad para que ésta quede a cargo de sus hijos. Jesús, Ramiro y Luisita quieren a Soledad, pero no así Chelo y Andrés quienes la odian, ya que piensan que ella mantiene una relación amorosa con su padre y creen que le ha robado dinero, estando éste ya enfermo. Don Anselmo Sánchez Fuentes es viudo. Su esposa murió al nacer Luisita. Chelo y Andrés acusan a Soledad de haberse casado con Don Anselmo por intereseses económicos.
Soledad guarda un secreto que sólo Jesús y Eulalia, la criada de la casa, conocen, y es que Andrés es su hijo ilegítimo, fruto de una relación de juventud con Bernardo Pertierra, un hombre sin escrúpulos que la sedujo, embarazó y luego abandonó. Para evitar la vergüenza de su hijo en el futuro, Soledad le pide a Don Anselmo que lo críe como otro de sus hijos. En agradecimiento, Soledad ama y cuida de todos sus hijos. Don Anselmo muere dejando a la familia en la ruina y tienen que mudarse a una casa modesta. Ramiro trabaja en un banco, pero comienza a robar dinero de su trabajo para pagar deudas de juego; es descubierto y enviado a prisión, aunque es sentenciado a poco tiempo de cárcel. Chelo se reencuentra con Guillermo Moncada, un abogado rico y ambicioso, del que estaba enamorada y de quien se había tenido que apartar por intervención de Soledad y de Don Anselmo, ya que él estaba casado. Chelo y Guillermo se convierten en amantes. Pero Rebeca, esposa de Guillermo, que es muy celosa, descubre sus amoríos y lo mata. Soledad piensa que Chelo mató a Guillermo Moncada y para salvarla se entrega a las autoridades diciendo que ella lo asesinó y mientras se investiga el crimen pasa varios meses en prisión. Por la situación, Chelo se vuelve buena. La verdadera asesina, Rebeca, se entrega finalmente al juez y Soledad queda en Libertad. Andrés se entera de que Soledad es su madre, pero la desprecia por ser empleada. Andrés se envuelve sentimentalmente en varias relaciones. Enamora a Margarita, la seduce, la embaraza y luego la abandona. Tras un fallido matrimonio con Marilú Pertierra quien es en realidad su media hermana y luego de una corta relación con Sandra, una mujer rica y divorciada, se instala en Hermosillo donde dirige una de las sucursales del banco de su padre biológico, Bernardo Peltierra. Chelo vuelve a su actitud negativa de antes y se involucra por conveniencia con Fernando Arredondo nieto del dueño de la Editorial Arredondo, un millonario que al conocerla tal cual es la abandona. Ramiro se casa, se va a vivir y a trabajar a Veracruz y se lleva con él a Luisita. Jesús conoce a Cinthia Lusardo de quien se enamora (ese amor lo motiva a operarse y recuperar su movilidad luego de escuchar por accidente que ella no podría atar su vida a un inválido). Tiempo después es operado de sus piernas, volviendo a caminar y se convierte en un exitoso escritor, bajo el seudónimo de Artemio Reyes. Ya de pie llega casi por asar a una boda civil solo para encontrarse que la que se casaba era Cinthia Lusardo. A partir de eso conoce a Daysie Padilla (hermana del flamante esposo de Cinthia) Ambas se sienten atraídas por Jesús, pero Cinthia ya había tomado su decisión y este por despecho y compasión decide casarse con Daysie, ya que se suponía que la misma portaba una enfermedad incurable. Se da un juego de coqueteo entre Jesús y Cinthia y Daysie los sorprende besándose, generando una ruptura en ambas parejas. La trama tiene un giro inesperado ya que por un error en las planillas médicas, la que padecía esa enfermedad incurable era la propia Cinthia y al cabo de un tiempo fallece siendo Jesús testigo de ese momento.
Andrés, orgulloso como siempre, le dice a Margarita, que le pertenece, pero ésta no lo perdona y se casa con otro hombre. Andrés nunca le pide perdón a Soledad, la odia y le tiene rencor, él se va a vivir a otro país. Soledad por su parte se va a trabajar como dama de compañía de Doña Martha,  al morir ésta, se va a trabajar con el hermano de Doña Martha, Don Félix, un pianista ciego, empresario de la editorial Arredondo, abuelo de Fernando,  Ambos se enamoran, hasta que don Félix se decide a declarar su amor. De esa declaración sobrevino una boda.

## Elenco
- Libertad Lamarque - Soledad González De Sánchez Fuentes
- Salvador Pineda - Andrés Sánchez Fuentes
- Christian Bach - Consuelo "Chelo" Sánchez Fuentes
- Edith González - Luisa "Luisita" Sánchez Fuentes
- Héctor Bonilla - Jesús Sánchez Fuentes
- Manuel Capetillo Jr. - Ramiro Sánchez Fuentes
- Orlando Rodríguez - Don Anselmo Sánchez Fuentes
- Rafael Baledón - Don Félix Arredondo
- Roberto Cañedo - Bernardo Pertierra
- Nuria Bages - Cinthia Luzardo
- Rosalía Valdés - Daisy
- Humberto Zurita - Fernando Arredondo
- Rita Macedo - Rebeca Roldán de Moncada
- Connie de la Mora - Marilú Pertierra
- Roberto Espriú - Lic. Garrido
- Pituka de Foronda - Doña Martha Arredondo
- Rebeca Manríquez - Tere
- Ana Silvia Garza - Meche
- Lorena Rivero - Peggy
- Abraham Stavans - Sebastián
- Flor Procuna - Sandra
- Lucianne Silva - Margarita
- Virginia Gutiérrez - Carolina Pertierra
- Manuel López Ochoa - Guillermo Moncada
- Elvira Monsell - Perlita
- Ada Carrasco - Justa
- Aurora Molina - Laureana
- Aurora Cortés - Eulalia
- José Flores - Nacho
- Rolando Barral - Rolando
- Alicia Encinas - Marian Montero
- Roberto Ballesteros - Martín
- Ana Bertha Espín - Pilar
- Alejandro Camacho
- José Elías Moreno - Juan
- Enrique Barrera - Fernando
- Socorro Avelar - Dominga
- Lili Inclán - Adelaida
- Luis Aguilar - Abogado de Soledad
- Rafael Banquells - Lic. Porfirio Reyes
- Enrique Gilabert - Dr. Gimeno
- Miguel Ángel Negrete - Sr. Gutiérrez
- Arturo Lorca - Dr. Velarde
- Carmen Belén Richardson
- Manolo Coego - Ricardo
- Martha Casañas - Azucena
- Irene López
- Héctor Cruz - Leonardo
- Martha Resnikoff - Dalia
- Lola Tinoco - Nana de la familia Pertierra
- Josefina Escobedo - Damiana
- Manuel Guízar - Fiscal Ernesto Galindo
- Dina de Marco - Elena
- Eugenio Cobo - Inspector Marrero
- Armando Araiza - Niño cliente de la tiendita "Esperanza"
- Eugenio Derbez - Estafeta del Estudio Jurídico Moncada y de la Editorial Arredondo
- Enrique Hidalgo - Crescencio López
- Ricardo de Loera - Claudio
- Alejandra Peniche - Fanny
- Jesús Vargas - Gabino
- Anabel Ferreira - Enfermera
- Alejandro Tommasi - Cirujano
- Eduardo Liñán - Dr. Requena
- Maleni Morales - Zoila
- Manolo García
- José Yedra
- Margarita Martínez Casado
- Miguel Ángel Herrera
- Maritza Cremata
- Germán Barrios
- Cristy Sánchez
- Félix Guillermo

## Equipo de producción
- Original de: Inés Rodena
- Libreto: Carlos Romero
- Adaptación: Vivian Pestalozzi
- Edición literaria: Tere Medina
- Tema de entrada: Alma mía
- Intérprete: Libertad Lamarque
- Tema musical: Cuando me vaya
- Intérprete: Libertad Lamarque
- Escenografía: Rogelio Neri
- Musicalizador: Javier Ortega
- Iluminación: Jesús Raya Lara
- Editores: Alejandro Frutos, Juan Carlos Frutos
- Jefes de producción: Angelli Nesma Medina, Teresa Grobois
- Coordinador de producción: Eugenio Cobo
- Director de cámaras: Noé Alcántara, Manuel Ruiz Esparza
- Directores de escena: Rafael Banquells, Manolo García
- Productor: Valentín Pimstein

## Canciones
- Alma mía
- Tú, tú y tú
- Por si no te vuelvo a ver
- Cuando vuelva a tu lado
- Virgen de Guadalupe
- Volver
- Cuando me vaya
- Soledad (tema musical de Ilan Chester usado sólo para la emisión en Venezuela)

## Versiones
- Soledad es un remake de la telenovela venezolana Corazón de madre producida en 1970 y protagonizada por Amalia Pérez Díaz.
- En 1996 Televisa hizo otra versión de esta historia, Bendita mentira producida por Jorge Lozano Soriano y protagonizada por Angélica María, Sergio Catalán y Mariana Levy.